# Grote Prijs van Brabant 2014
De 2e editie van de Grote Prijs van Brabant in 's-Hertogenbosch werd gehouden op 11 oktober 2014. De categorie C2-wedstrijd werd gehouden op een parcours op de Pettelaarse schans. In 2013 won de Belg Tom Meeusen. Deze editie werd gewonnen door de Nederlander Lars van der Haar.

## Mannen elite

### Uitslag
| Plaats  | Naam               | Ploeg                         | Tijd     |
| ------- | ------------------ | ----------------------------- | -------- |
| Winnaar | Lars van der Haar  | Giant-Shimano DT              | 1u00'26" |
| 2       | Corné van Kessel   | Telenet-Fidea                 | + 49"    |
| 3       | Jim Aernouts       | Sunweb-Napoleon Games         | z.t.     |
| 4       | Kevin Pauwels      | Sunweb-Napoleon Games         | z.t.     |
| 5       | Sven Nys           | Crelan-AA Drink               | z.t.     |
| 6       | David van der Poel | BKCP-Powerplus                | z.t.     |
| 7       | Stan Godrie        | Rabobank DT                   | z.t.     |
| 8       | Bart Wellens       | Telenet-Fidea                 | + 56"    |
| 9       | Joeri Adams        | Vastgoedservice-Golden Palace | z.t.     |
| 10      | Tom Meeusen        | Telenet-Fidea                 | + 1'09"  |

| Pos. | Punten |
| ---- | ------ |
| 1    | 40     |
| 2    | 30     |
| 3    | 20     |
| 4    | 15     |
| 5    | 10     |
| 6    | 8      |
| 7    | 6      |
| 8    | 4      |
| 9    | 2      |
| 10   | 1      |